# Natalja Zubarevitj
Natalja Vasiljevna Zubarevitj (ryska: Наталья Васильевна Зубаревич), född 7 juni 1954 i Moskva, är en rysk ekonomisk-geografisk forskare, specialist på regional socio-ekonomisk utveckling och professor vid Moskvauniversitetets geografiska fakultet.
Hon studerade vid Moskvauniversitetets geografiska fakultet, vid dess institution för Sovjetunionens (numera Rysslands) ekonomiska och sociala geografi, där hon 1976 utexaminerades och där hon sedan 1977 har arbetat. Där tog hon 1990 den doktorsgrad som på ryska kallas vetenskaplig kandidat (кандидат наук) och 2003 den högre doktorsgraden på en avhandling om "social utveckling i ryska regioner under omvandling". Åren 1984-2004 undervisade hon som docent och blev 2005 professor vid samma institution.
Sedan 2003 kombinerar hon undervisningen med tjänsten som programdirektör för regionala studier vid det Fristående socialpolitiska institutet (Независимого института социальной политики). Där har hon kartlagt de olika regionernas särskilda problem, till stöd för forskare, investerare, politiker, undervisare och studenter.
Hon har flera gånger tjänstgjort som rådgivare åt Ryska federationens departement för ekonomisk utveckling (Министерство экономического развития Российской Федерации), dess departement för arbete och socialförsäkring och olika internationella projekt. För FN:s utvecklingsprogram har hon tagit fram årliga rapporter om Rysslands välstånd (Human Development Index). För Moskva-kontoret av Internationella arbetsorganisationen (ILO) har hon utrett fattigdomsbekämpning och jämlikhetsstrategier i Ryssland. För organisationen TACIS (Teknisk assistans inom OSS, oberoende staters samvälde) har hon utrett genomförandet och övervakningen av sociala och regionala reformer. För Världsbanken har hon studerat modeller för regionala utvecklingsmodeller.
Hon har varit gästföreläsare i Kazakstan, Kirgizistan, Azerbajdzjan, Ukraina, Nederländerna och Tyskland.
Hon har gjort sig känd som upphovsman till begreppet "de fyra Ryssland", som delar upp landet i storstäderna, mellanstora industristäder, utkantens/landsbygdens skuggekonomi och klansamhällen (i syd och ost), vilka har helt olika ekonomiska och sociala förutsättningar, som om de vore fyra olika länder.